# Alfonso Sella
Alfonso Sella (Roma, 25 de setembro de 1865 — 25 de novembro de 1907) foi um físico italiano.
Filho do mineralogista Quintino Sella. Foi professor de física da Universidade de Roma "La Sapienza". Trabalhou com radioatividade.